# Wilhelm Blaschke
Wilhelm Johann Eugen Blaschke (13 de septiembre de 1885 en Graz - 17 de marzo de 1962 en Hamburgo) fue un matemático austriaco que trabajó en los campos de la geometría diferencial e integral.
Blaschke era hijo del matemático Josef Blaschke, profesor de geometría en la "Landes Oberrealschule" de Graz. Tras estudiar dos años en la Escuela Técnica Superior de Graz, se trasladó a la Universidad de Viena, donde se doctoró en 1908 bajo la dirección de Wilhelm Wirtinger, con la tesis «Über eine besondere Art von Kurven vierter Klasse» (en español: "Sobre un tipo especial de curvas de cuarta clase").
Tras completar su doctorado, pasó varios años visitando a matemáticos en las principales universidades de Italia y Alemania. Pasó dos años en Praga, Leipzig, Gotinga y Tubinga hasta que, en 1919, obtuvo la cátedra de la Universidad de Hamburgo, que conservaría el resto de su carrera. Entre sus alumnos de Hamburgo se encontraban Shiing-Shen Chern, Luis Santaló y Emanuel Sperner.
En 1933 Blaschke firmó el Voto de lealtad de los profesores de las universidades y escuelas superiores alemanas a Adolf Hitler y al Estado nacionalsocialista. Sin embargo, defendió a Kurt Reidemeister frente a los nazis y, a principios de la década de 1930, hizo campaña contra Ludwig Bieberbach por el liderazgo de la Sociedad Matemática Alemana, argumentando que la sociedad debía seguir siendo internacional y apolítica en oposición al deseo de Bieberbach de «imponer las políticas nazis a las matemáticas y la raza alemanas». Sin embargo, en 1936 ya apoyaba la política nazi, se autodenominaba «nazi de corazón» y sus colegas le llamaban «Mussolinetto» por sus creencias fascistas. En 1937 se afilió oficialmente al Partido Nazi.
Tras la guerra, Blaschke fue destituido de su cargo en la Universidad de Hamburgo por su afiliación nazi, pero tras una apelación se le restituyó su cátedra en 1946. Permaneció en la universidad hasta su jubilación en 1953.
En 1916 Blaschke publicó uno de los primeros libros dedicados a los conjuntos convexos: Círculo y esfera ("Kreis und Kugel" en alemán). Basándose en docenas de fuentes, Blaschke hizo una revisión exhaustiva del tema con citas dentro del texto para atribuirse méritos en un área clásica de las matemáticas.
Es autor de muchos libros de enseñanza excelentes, especialmente sus «Vorlesungen über Differentialgeometrie» de 1921/9. Blaschke fue coeditor de los "Grundlehren der mathematischen Wissenschaften" (en español: "Fundamentos de las ciencias matemáticas").
Jerry Kazdan, Marcel Berger, Alan Weinstein y Chung Tao Yang demostraron una conjetura de Blaschke sobre la caracterización de la esfera n-dimensional.
En 1957, Blaschke fue nombrado miembro honorario de la Academia Alemana de Ciencias de Berlín. También era miembro de la Leopoldina desde 1943, de la Academia Austriaca de Ciencias y de la Academia de Ciencias y Letras de Maguncia. 

## Literatura
- Segal, S.L. (2014). Mathematicians under the Nazis (en inglés). Princeton University Press. pp. 423-437. ISBN 978-1-4008-6538-3. Consultado el 11 de mayo de 2024.
- Gardner, R.J. (1995). Geometric Tomography. Encyclopedia of Mathematics and its Applications (en inglés). Cambridge University Press. ISBN 978-0-521-45126-0. Consultado el 11 de mayo de 2024. «Blaschke fue uno de los grandes matemáticos (y quizá el principal geómetra) de su época.»